# Filip Jakob Kafol
Filip Jakob Kafol, slovenski rimskokatoliški duhovnik, pridigar, redovnik, nabožni pisatelj in politik, * 4. julij 1819, Pečine, † 29. februar 1864, Pečine.

## Življenje in delo
Filip Jakob Kafol (tudi Caffou, Coffol, Kofol, v Slovenskem biografskem leksikonu Jakob Filip Kaffol, kjer je napačno naveden datum in letnica rojstva) je ljudsko šolo obiskoval v rojstnem kraju, gimnazijo pa v Gorici (1835-1839). Leta 1841 je stopil v goriško semenišče in bil septembra 1845 posvečen v duhovnika. Nekaj let je bil kaplan v Ročinju in Volčah, maja 1854 pa je postal kaplan v Batujah. Leta 1857 je odšel v Celje k lazaristom, od tam se je meseca avgusta odpravil v pariško semenišče očetov lazaristov z namenom, da bi postal misijonar sv. Vincencija Pavelskega. Naslednje leto se je vrnil v Celje. Domov je potoval preko Italije in obiskal Rim, kjer je prejel blagoslov papeža Pija IX. Kmalu nato je izstopil iz družbe in postal župni upravitelj v Nemškem Rutu (1858-1859). Junija 1859 se je kot vikar preselil v rojstno vas. V času službovanja v Pečinah je bil deželni poslanec. Kafol je veljal za enega najboljših govornikov v goriškem deželnem zboru. Preden je šel v misijonsko družbo je objavil dve obsežni zbirki pridig: Domači ogovori po nedeljskih evangeljih za verne ljudi na deželi (2 dela Celovec 1853) in Domači ogovori po prazniških evangeljih za verne ljudi na deželi (Ljubljana 1856). Ko je zapustil družbo, je izdal 2 zvezka misijonskih pridig: Večne resnice v pogovorih za ljudske misijone po slovenskih deželah (Gorica 1861, 1862).